# Владимирская четверть
Влади́мирская че́тверть (Владимирская четь) — финансовое учреждение Московского государства XVII века. Упоминается в письменных источниках с конца XVI века.
Четь — от слова четверть. После взятия Казани к существовавшим Владимирской, Новгородской и Рязанской третям добавилось Казанское царство. Административные единицы начали называться «четверть», или «четь».
В ведении чети состояли города: Болхов, Боровск, Верея, Владимир, Волоколамск, Воротынь, Заволочь, Зарайск, Калуга, Крапивна, Лихвин, Михайлов, Орёл, Переяславль Рязанский, Путивль, Ряжск, Ржева пустая, Сапожок, Таруса, Тверь, Торжок, Тула и другие.
Во Владимирскую четь поступали сборы с приписанных к нему городов. Во второй половине XVII века сборы податей, собиравшихся четью, переданы в другие приказы.
22 мая 1680 года Фёдор Алексеевич повелел боярину Ивану Милославскому со товарищи «судом и расправой ведать» Новгородским приказом, Большим приходом, Владимирской и Галицкой четью; «и приказы те снести в одно место». В 1681 году Владимирская и Галицкая чети и Новгородский приказ были переданы в ведение Посольского приказа.
Владимирская четь была соединена с приказом Большой казны; с 1683 года по 1700 год она собирала стрелецкие и оброчные деньги для содержания «надворной пехоты»; в 1700 году и эта роль перешла к Ратуше, и Владимирская четь фактически перестала существовать.